# Södra Åkarp (småort)
Södra Åkarp är en småort i Vellinge kommun  belägen på Söderslätt  nordöst om Vellinge i Södra Åkarps socken i Skåne. 
Nordväst om bebyggelsen ligger Södra Åkarps kyrka som till största del uppfördes 1887-1888.
Från Södra Åkarp kom bildkonstnären Elise Bergman.